# Wonder Boy (computerspelserie)
Wonder Boy bestaat uit een aantal computerspellen uitgebracht door Sega, Hudson Soft en Activision. De spelserie is ontwikkeld door Westone (voorheen Escape).
De franchise is ingewikkeld. Enerzijds is er de hoofdreeks "Wonder Boy", met daaronder een subreeks "Monster Land". Een spel kan behoren tot de hoofdreeks "Wonder Boy", tot de subreeks "Monster Land" of tot beide. Hierdoor krijgen de titels eigenaardige namen zoals "Wonder Boy V: Monster World III". Anderzijds hanteerde Westone een niet-alledaagse licentieregeling.

## Spel
Het oorspronkelijke Wonder Boy-spel is een side-scrolling platformspel waarin de speler het einde van het veld moet bereiken, vijanden vermijden en fruit verzamelen om een geleidelijk aflopende tijdmeter te herstellen. Afgezien van Wonder Boy III: Monster Lair, die naast het shoot 'em up-genre een soortgelijke gameplay bevat, zijn de andere spellen in de serie gericht op het rollenspel-genre (RPG).
Met het verslaan van vijanden in het spel kan de speler munten verdienen, die gebruikt kunnen worden om nieuwe wapens, pantser, en magische voorwerpen te kopen, om zo de speler sterker te maken. Veel van deze spellen hebben een Metroidvania gameplay-stijl, waarbij het verkrijgen van nieuwe items of vaardigheden toegang kan geven tot nieuwe gebieden in het spel.

## Lijst van spellen

### Hoofdserie
| Titel                             | Jaar | Systeem       | Ports                                                      | Alternatieve titels                                             |
| --------------------------------- | ---- | ------------- | ---------------------------------------------------------- | --------------------------------------------------------------- |
| Wonder Boy                        | 1986 | Arcade        | Master System, SG-1000, Game Gear, Wii Virtual Console     | Revenge of Drancon                                              |
| Wonder Boy in Monster Land        | 1987 | Arcade        | Master System, Atari ST, Wii Virtual Console               | Wonder Boy: Monster Land, Super Wonder Boy in Monster Land      |
| Wonder Boy III: Monster Lair      | 1988 | Arcade        | Mega Drive, Wii Virtual Console                            |                                                                 |
| Wonder Boy III: The Dragon's Trap | 1989 | Master System | Game Gear, Wii Virtual Console                             | Wonder Boy: The Dragon's Trap, Monster World II: Dragon no Wana |
| Wonder Boy in Monster World       | 1991 | Mega Drive    | Master System, Wii Virtual Console, Windows, PlayStation 3 | Wonder Boy V: Monster World III                                 |
| Monster World IV                  | 1994 | Mega Drive    | Wii Virtual Console, PlayStation 3, Xbox 360               |                                                                 |

### Remakes
| Titel                         | Jaar | Systeem                                           | Aantekeningen |
| ----------------------------- | ---- | ------------------------------------------------- | --- |
| Wonder Boy Returns            | 2016 | Windows, PlayStation 4                            | Remake van Wonder Boy door CFK. In deze versie kan de speler het personage Tanya selecteren die Wonder Boy redt. Verder zijn er kleine aanpassingen: zo kunnen rollende rotsen worden stukgeslagen. Het spel heeft ook een level-lock waardoor de speler het spel kan starten in de level/area waar hij tot dan was gekomen, welliswaar met een nul-score. |
| Wonder Boy: The Dragon's Trap | 2017 | PlayStation 4, Nintendo Switch, Xbox One, Windows | Remake van Wonder Boy III: The Dragon's Trap door Lizardcube. |

## Wonder Boy I / Adventure Island

### Verhaal
Holbewoner Tom-Tom dient zijn vriendin Tanya te bevrijden uit het kasteel van een monster. Hiervoor dient hij acht gebieden te passeren die elk bestaan uit vier levels. De levels zijn gethematiseerd als bossen, ijsvlakten, zeeën, grottenstelsels. Elk level dient binnen een bepaalde tijd uitgespeeld te worden. De tijd wordt verlengd telkens Tom-Tom een stuk fruit neemt. Tom-Tom kan zijn vijanden uitschakelen met een hamer. Hamers zitten in eieren of "hangen" in de lucht. Een ei kan ook een skateboard, een fee of paddenstoel bevatten. Met het skateboard kan Tom-Tom sneller vooruit, maar niet volledig stoppen. Dit skateboard verdwijnt wanneer Tom-Tom een vijand of obstakel raakt. Dankzij de fee kan Tom-Tom de eerstvolgende dertig seconden tegenstanders en obstakels uitschakelen door er over te lopen, de paddenstoel zorgt dat de puntenwaardes vanaf dan verdubbelen zolang hij in leven blijft. Hierbij verandert het fruit in sandwiches, stukjes taart en ijsjes. Gespikkelde eieren bevatten een vergif(hoedje), dat automatisch wordt opgeraapt, en doet de tijd sneller afnemen. Na elk level krijgt de speler bonuspunten voor de tijd die resteert. Een ander bonusitem is de pop die levelbonuspunten verdubbelt. Aan het eind van elk gebied (area) dient Tom-Tom een reus te onthoofden door diens kop enkele keren te raken met de hamer. Tom-Tom wandelt sneller wanneer men de "vuur"-knop ingedrukt blijft houden, waardoor hij ook verder kan springen.

### (Super) Wonder Boy
- Het eerste spel "Wonder Boy" kwam wereldwijd uit in 1986 voor Sega arcadespellen.
- Datzelfde jaar bracht Sega in bepaalde landen ook een spel "Wonder Boy" uit voor de Sega SG-1000 dat totaal anders was dan het arcadespel.
- Niet veel later werd wereldwijd het spel "Wonder Boy" uitgebracht voor Sega Mark III wat dan weer wel hetzelfde was als de arcade-versie.

Sega had nu een probleem: er bestonden 2 spellen met eenzelfde naam, die inhoudelijk anders waren. In landen waar de versie voor Sega SG-1000 werd uitgebracht, werd de Arcade-versie uitgebracht onder de naam "Super Wonder Boy". In alle andere landen (Verenigde Staten, Europa en Brazilië) behield men de naam "Wonder Boy"

### Licentie[4][5]
Om het nog ingewikkelder te maken, gebruikte Westone een uniek licentiesysteem. Hierdoor verwierf Sega enkel een licentie op de naam "Wonder Boy", de personages en de muziek. Daarnaast bracht Sega het spel enkel uit op eigen spelcomputers en arcadekasten. Alle andere zaken, zoals het spelverloop en de achtergronden, bleven eigendom van Westone.
Vervolgens ging Westone eenzelfde licentie aan met Hudson Soft. Deze laatste bracht het spel over naar spelcomputers zoals SNES, Master System en Game Gear. Omdat de naam "Wonder Boy" voor spelcomputers exclusief was voorbehouden voor Sega, bracht Hudson Soft het spel uit onder de naam Adventure Island. Er werden andere personages en muziek gebruikt, maar de achtergronden en alle andere zaken bleven behouden. Het komt er dus op neer dat "(Super) Wonder Boy" en "Adventure Island" qua spelverloop identiek zijn.
Ten slotte ging Westone nog een derde licentie aan met Activision. Zij kregen het recht om het spel uit te brengen op homecomputers zoals MSX, Commodore 64, ZX Spectrum en Amstrad CPC en dit onder de naam Wonder Boy. Dat laatste was mogelijk omdat Sega als enige de naam "Wonder Boy" mocht gebruiken op spelcomputers, maar het licentiecontract vermeldde niets over homecomputers. Vanwege technische beperkingen is het spel op homecomputers ietwat anders dan voor arcade.

## Wonder Boy in Monster Land / Super Wonder Boy
In 1987 bracht Sega een nieuw spel uit, waarvan de titel varieert naargelang het land:
- Spelcomputers
  - In de Verenigde Staten en Europa werd het spel uitgebracht onder de naam Wonder Boy: Monster World op onder andere Master System.
  - Daarbuiten werd het spel uitgebracht onder de naam Super Wonder Boy: Monster World
- Homecomputers
  - Buiten Europa was de naam Wonder Boy: Monster World
  - Voor Europa werd dan weer gekozen voor Super Wonder Boy, ondanks Sega reeds een titel "Super Wonder Boy" had. Echter werd "Super Wonder Boy" in Europa voor homecomputers uitgebracht door Activision onder de naam "Wonder Boy".

## Wonder Boy III

### Monster Lair
Dit spel verscheen in 1988 als derde in de Wonder Boy-reeks. Hoewel Westone het spel "Wonder Boy III" noemde, voegde Hudson Soft hierbij de extensie Monster Lair waardoor de volledige titel "Wonder Boy III: Monster Lair" werd.

### The Dragon's trap
Sega bracht op hun spelcomputers een derde "Wonder Boy"-spel uit dat totaal niets te maken heeft met de "Hudson Soft"-versie. Hoewel Sega initieel de naam "Monster World II" koos, werd uiteindelijk beslist om het spel "Wonder Boy III: The Dragon's trap" te noemen.

### Dragon's curse
Hudson Soft nam een licentie op "The dragon's trap" en bracht het spel uit onder de naam "Wonder Boy: The dragon's curse".

## Wonder Boy IV
Er is geen spel dat de titel "Wonder Boy IV" bevat, hoewel "Dragon's curse" gezien kan worden als het vierde spel in de Hudson soft-reeks.

## Wonder Boy in Monster World
Dit is het laatste spel uit de Wonder Boy reeks. In Japan staat het bekend onder de titel "Wonder Boy V Monster World III", en door Hudson Soft werd een nieuwe versie ontwikkeld voor de PC Engine met andere personages en muziek en werd het spel uitgegeven onder de naam "The Dynastic Hero".

## Monster World IV
Dit spel werd enkel in Japan uitgebracht voor de Mega Drive.

## Brazilië: geen Wonder Boy, maar Mônica
In Brazilië is er nog een eigenaardigheid: voor deze markt werden er voor bepaalde spellen andere personages en titels gebruikt gebaseerd op "Turma da Mônica", een populaire Braziliaanse stripreeks.
- "Wonder Boy in Monster Land" werd "Mônica: No Castelo do Dragão"
- "Wonder Boy III: The Dragon's Trap" werd "Turma da Mônica em O Resgate"
- "Wonder Boy in Monster World" werd "Turma da Mônica na Terra dos Monstros"